# پالادینا
پالادینا (به ایتالیایی: Paladina) یک کومونه در ایتالیا است که در استان برگامو واقع شده‌است.

## خصوصیات
پالادینا ۲٫۰ کیلومترمربع مساحت و ۴٬۰۰۲ نفر جمعیت دارد و ۲۷۲ متر بالاتر از سطح دریا واقع شده‌است.